# Gouverneur von Mato Grosso do Sul

Landeswappen von Mato Grosso do Sul

Der Gouverneur von Mato Grosso do Sul (portugiesisch Governador do Mato Grosso do Sul) ist der Regierungschef des brasilianischen Bundesstaates Mato Grosso do Sul.
Der amtierende Gouverneur von Mato Grosso do Sul ist Eduardo Riedel, der bei den Wahlen in Brasilien am 2. Oktober 2022 gewählt und am 1. Januar 2023 in sein Amt vereidigt wurde.

## Wahl
Es ist eine öffentliche Position, die durch ein Zwei-Runden-Mehrheitswahlsystem gewählt wird. Die Legislaturperiode dauert vier Jahre und der Gouverneur hat das Recht auf Wiederwahl ohne Amtszeitbegrenzung.

## Regierungssitz

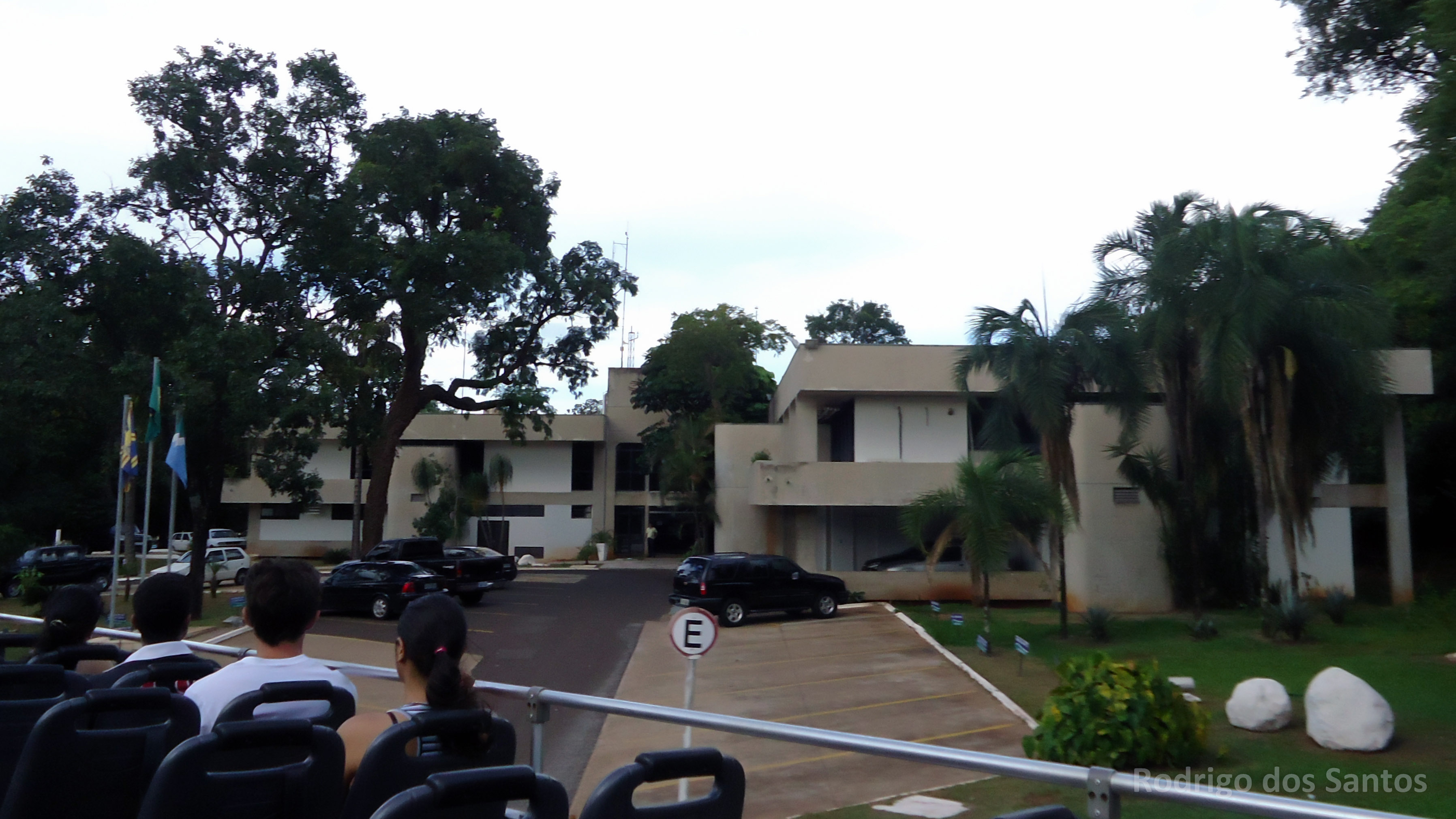
Regierungssitz

Der Regierungssitz (portugiesisch Governadoria de Mato Grosso do Sul) befindet sich in der Landeshauptstadt Campo Grande im Parque dos Poderes Governador Pedro Pedrossian an der Kreuzung der Avenida do Poeta und der Avenida Waldir do Santos Pereira. Das Gebäude wird auch vom Staatssekretär für Regierung und Strategisches Management und dem Unterstaatssekretariat für Kommunikation genutzt.
Das von dem Architekten Élvio Garabini entworfene Bauwerk, der auch einen großen Teil der Gebäude des Parks entworfen hat, wurde 1983 mit dem gesamten Komplex öffentlich eingeweiht.
Als der Komplex eröffnet wurde, war die Regierung vorübergehend in diesem Gebäude untergebracht, das nur ein Sekretariat beherbergen sollte. Der Bau eines Regierungspalastes war geplant, aber die Idee wurde vom Gouverneur Pedro Pedrossian verworfen. Somit wurde das Gouvernement dortendgültig eingerichtet. In den 2000er Jahren wurde die Möglichkeit geprüft, den Bau eines repräsentativen Regierungsgebäudes zu planen, aber die Idee wurde wieder verworfen.
Der Gouverneur hat keinen offiziellen staatlichen Wohnsitz.

## Ehemalige noch lebende Gouverneure
- Marcelo Miranda Soares, 2. und 6. Gouverneur, geboren 1938
- André Puccinelli, 10. Gouverneur, geboren 1948
- José Orcírio Miranda dos Santos, genannt Zeca do PT, 9. Gouverneur, geboren 1950
- Reinaldo Azambuja, 11. Gouverneur (2015–2023)